# Rezerwat przyrody Śnieżynka
Rezerwat przyrody Śnieżynka – florystyczny rezerwat przyrody o powierzchni 2,76 ha położony we wsi Wiąg w gminie Świecie, w powiecie świeckim, w województwie kujawsko-pomorskim.
Jest on fragmentem śródpolnego wąwozu, którego dnem płynie strumień tworzący liczne zakola. Ze względu na znaczne zróżnicowanie siedlisk, rośnie tu ponad 130 gatunków roślin naczyniowych. Wiele z nich jest rzadkością lub podlegają częściowej ochronie, np. kokorycz wątła, fiołek przedziwny, zawilec żółty. Znajduje się tu największe w województwie kujawsko-pomorskim stanowisko śnieżyczki przebiśniegu. Strome stoki wąwozu porośnięte są lasami liściastymi.